# Overkrigssekretær
Overkrigssekretær var fra 1688 titlen på den dansk-norske embedsmand, som havde en funktion svarende til krigsminister. Titlen blev afskaffet som led i Johann Friedrich Struensees reformer 1770.

## Liste over overkrigssekretærer

### For Landetaten (Hæren) og Søetaten (Flåden)
- 1688-1699: Jens Harboe (krigssekretær fra 1678)
- 1699-1710: Christian von Lente, overceremonimester og overhofmester
- 1710-1717: Valentin von Eickstedt, generalmajor
- 1717-1725: Christian Carl Gabel, viceadmiral
- 1725-1726: Johan Christoph von Körbitz, generalmajor
- 1727-1730: Ditlev Revenfeld, generalmajor
- 1730-1740: Poul Vendelbo Løvenørn, general (overkrigssekretær for Søetaten indtil 1735)

### For Landetaten
- 1740-1746: Michael Numsen, general
- 1746-1753: Greve Christian Lerche, general
- 1753-1755: Greve Werner von der Schulenburg, feltmarskal
- 1755-1763: Greve Conrad Ahlefeldt, general
  - 1762-1765: Andreas Hauch, generalmajor (kun for 1. departement)
- 1763-1766: Greve Claude-Louis de Saint-Germain, feltmarskal (med titel af præsident)
- 1766-1770: Frederik Christian Rosenkrantz, gehejmeråd

### For Søetaten
- 1735-1746: Greve Frederik Danneskiold-Samsøe, gehejmeråd, generaladmiral-løjtnant
- 1746-1763: Carl von Holstein, gehejmeråd
- 1763-1766: Frederik Christian Rosenkrantz, gehejmeråd
- 1766-1767: Greve Frederik Danneskiold-Samsøe, gehejmeråd, generaladmiral-løjtnant
- 1767-1770: Greve Christian Conrad Danneskiold-Laurvig, admiral, gehejmeråd